# 伊拉斯謨斯·達爾文
伊拉斯謨斯·達爾文（Erasmus Darwin，1731年12月12日—1802年4月18日）是一位英國醫學家、詩人、發明家、植物學家與生理學家。在多門自然科學領域中有所貢獻，並且在詩作中融入了自然界的事物，以及早期的演化思想。他是達爾文-威治伍德家族成員，查爾斯·達爾文的祖父及法蘭西斯·高爾頓的外祖父。他对组织进行电击以恢复其活性的理论启发了玛丽·雪莱写下《科学怪人》。

## 外部連結
- "Preface and 'a preliminary notice'" by Charles Darwin in Ernst Krause, Erasmus Darwin (1879)
- Erasmus Darwin House, Lichfield （页面存档备份，存于）
- Revolutionary Players website
- Erasmus Darwin的作品  - 古騰堡計劃